# Algèbre nilpotente
 (signalé en juin 2025).
Si vous disposez d'ouvrages ou d'articles de référence ou si vous connaissez des sites web de qualité traitant du thème abordé ici, merci de compléter l'article en donnant les références utiles à sa vérifiabilité et en les liant à la section « Notes et références ».
- Archive Wikiwix
- Bing
- Cairn
- DuckDuckGo
- E. Universalis
- Gallica
- Google
- G. Books
- G. News
- G. Scholar
- Persée
- Qwant
- (zh) Baidu
- (ru) Yandex
- (wd) trouver des œuvres sur Wikidata

En mathématiques, une algèbre nilpotente est une algèbre associative sans unité pour laquelle tous les produits sont nuls à partir d’un certain nombre de facteurs. Cette propriété se traduit par l’identité polynomiale x1x2…xn = 0 et implique en particulier que tous les éléments de l’algèbre sont nilpotents, mais la réciproque est fausse. La plus petite valeur de n pour laquelle l’identité est satisfaite est l’ordre de nilpotence de l’algèbre.
La définition s’étend au cas des algèbres non associatives par l’annulation de tous les produits de n termes quel que soit le parenthésage.
En particulier, tout idéal d’une algèbre constitue une algèbre nilpotente. Si R est un anneau commutatif, l’ensemble des matrices triangulaires supérieures strictes de {\displaystyle {\mathcal {M}}_{n}(R)} forme une algèbre nilpotente d’ordre n.